# Сиким
Сиким је савезна држава Индије са површином од 7.096 km² и 540.493 становника (стање: 1. јан. 2001). Држава је са најмање становника у Индији и налази се на Хималајима. До 1975. Сиким је био независна држава којом је владала династија Чогјал. На референдуму 1975. народ је одлучио да се припоје Индији и тиме је Сиким постао 22. индијска држава. Граничи се са Непалом на западу, Кином, тј. Тибетом на северу и Бутаном на југоистоку. На југу граничи са Западним Бенгалом.

## Историја
Најранији записи о Сикиму су из 8. века када је будистички светац Гуру Ринпоч проповедао будизам у Сикиму. Током 14. века према легенди принцеза Кје Бумса из источног Тибета имала је указање једне ноћи да путује јужно. Њени наследници формирају краљевску династију Сикима. Пунтсонг Намгјал постаје 1642. први краљ Сикима из династије Чогјал. Он је био наследник те принцезе Кје Бумсе. Бутанци су извршили инвазију Сикима 1700, а Тибетанци су десет година касније вратили династију Чогјал на престо. Од 1717. до 1733. било је много напада на Сиким и од стране Непала и од стране Бутана. Кина је 1791. послала војску и одбранила Сиким од напада Гурки. Соком је тако постао вазал кинеске династије Кинг. Када су Британци стигли у Индију Сиким им је постао савезник против Непала. Због тога је Непал напао Сиким и целога га заузео. Британска источноиндијска компанија је зато напала Непал и започела Рат са Гуркама 1814. Сикиму су враћене све територије 1817, а везе Сикима и Енглеза су се касније погоршале. Два енглеска доктора истраживала су планине Сикима, а да се нису најавили и нису тражили дозволу, па су били затворени. Енглези су повели казнену експедицију и анектирали су делове Сикимске територије Индији 1835, а сикимски краљеви после тога постају обичне британске марионете. На референдуму 1947. Сиким је одбио да буде део Индије, али постао је индијски протекторат. После периода нереда 1972-1973, одржан је референдум 1975. и Сиким је постао део Индије. Кина је тек 2003. признала Сиким као део Индије, а Индија је заузврат признала Тибет као део Кине. У јулу 2006. отворен је прелаз преко Хималаја за трговину између Индије и Кине.

## Географија
Сиким је карактеризован планинским тереном. Готово цела држава је планинска са висинама од 280 до 8585 метара. Канченџунга је највиши врх. Због планинског терена земља није погодна за земљорадњу, иако се користе терасе за обрађивање земље. Многобројни потоци, брзаци, реке и речице протичу Сикимом. Трећина Сикима је под густом шумом. Има двадесет и један глечер и 227 језера на великим висинама. Честа су клизишта. Већина настањених подручја Сикима ужива у умереној клими, која ретко прелази 28 °C а и ретко пада испод 0 °C. Сезона монсуна је од јуна до септембра. Просечна темпаратура за већину Сикима је 18 °C. Током сезоне монсума падну огромне количине кише, која појачава клизишта. Рекорд је био кад је киша непрекидно падала 11 дана. На северном подручју темпаратура због високих планина пада и испод -40 °C. Пошумљени део Сикима има мноштво различитих биљки и животиња. Ту се може наћи 5.000 различитих цветова и 515 ретких орхидеја. Има мноштво врста рододендрона. Од животиња познате су снежни леопард, борал, хималајски тар, црвена панда, хималајски црни медвед, хималајски мармот, дивљи пас, тибетански вук.

## Економија
Економија је углавном базирана на пољопривреди. У задње време туризам постаје важан извор прихода. Стопе раста економије су изузетно велике. Отварање планинског прелаза према Кини, тј. Тибету током 2006. много ће допринети економском расту.

## Демографија
Већина становника Сикима је непалског порекла, а дошли су у 19. веку. Домороци из Сикама су заправо дошли у Сикам из Тибета током 14. века. Главне религије су хиндуизам и будизам. Постоји и мала хришћанска мањина. Непалски је главни и службени језик. Већина становника Сикама разуме и говори и енглески и хинди. Држава је са најмање становника у Индији и има 540.493 становника. Писменост у Сикиму је 70%.

## Инфраструктура
Путеви у Сикиму су у јако лошем стању јер су изложене клизиштима и одронима. Део цеста у Сикиму одржава један огранак индијске војске. Због мноштва река Сиким има много хидроцентрала.

## Галерија
- Румтек манастир
- Врхови Хималаја у западном Сикиму
- Градови Сикима
- Рододендрон
- Хималајски црни медвед